# هانز ويتور

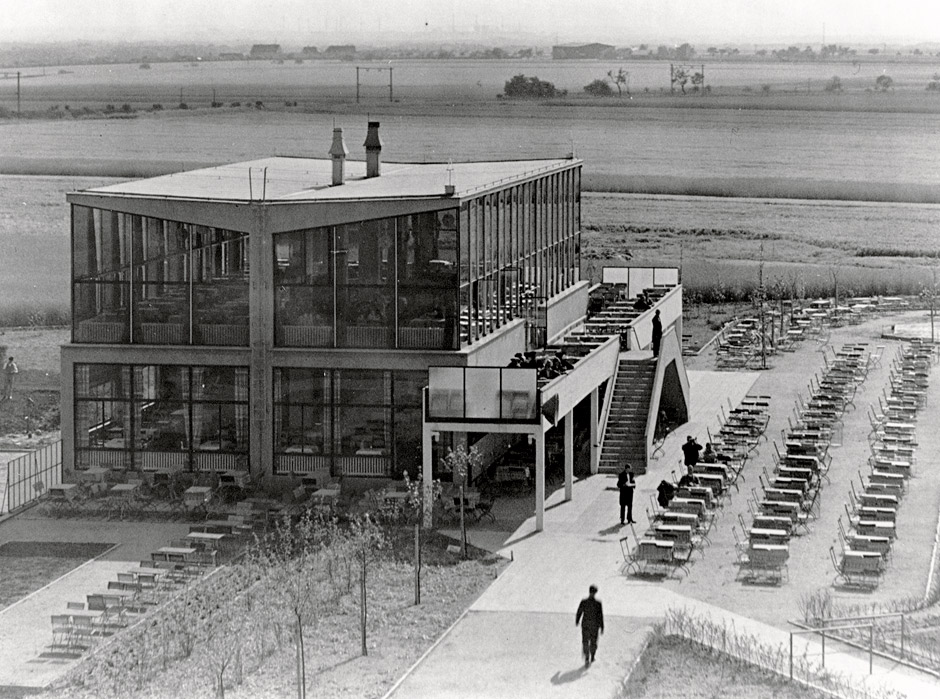
مبنى مطعم في مطار هال، ألمانيا. أحد أعمال المعمار ويتور.

هانز ويتور (بالفرنسية: Hans Wittwer ؛ 1894-1952) معمار سويسري. مارس التصميم المعماري في سويسرا ابتداء من عام 1927، ثم في انتقل إلى ألمانيا في عام 1934، حيث أصبح من رواد مدرسة باوهاوس المعمارية.